# Печчоли
Печчоли (итал. Peccioli) — коммуна в Италии, располагается в области Тоскана, в провинции Пиза.
Население составляет 4936 человек (2008 г.), плотность населения составляет 53 чел./км². Занимает площадь 93 км². Почтовый индекс — 56037. Телефонный код — 0587.
Покровителем коммуны почитается святой Веран Кавайонский, празднование 24 октября.

## Демография
Динамика населения:

## Администрация коммуны
- Официальный сайт: http://www.comune.peccioli.gov.it/ Архивная копия от 5 ноября 2014 на Wayback Machine